# Холонский музей дизайна
Холонский музей дизайна (Design Museum Holon — מוזיאון העיצוב חולון) — музей посвящённый дизайну в городе Холон, Израиль (первый подобный музей в стране). Здание музея было спроектировано израильским архитектором и промышленным дизайнером Роном Арадом в сотрудничестве с Бруно Асой.  Находится в восточной части города, в которую входит Медиатека (центральная библиотека, театр). Рядом находится факультет дизайна «Холонского технологического института».
Открылся 3 марта 2010 года. Это первое здание, которое было спроектировано Роном Арадом.
Музей был отмечен туристическим журналом «Conde Nast Traveler» как одно из чудес света нового мира XXI века.

## Галерея

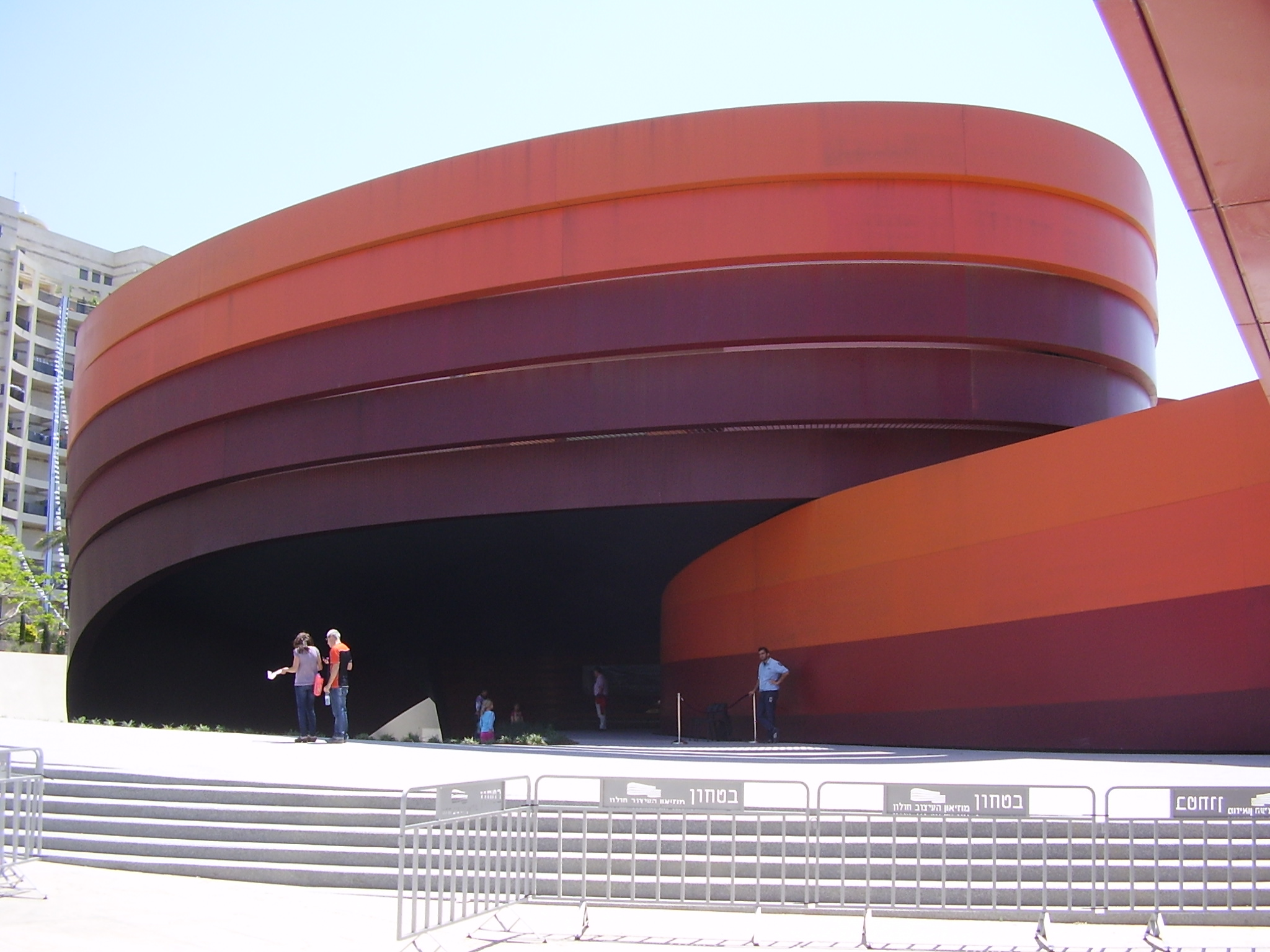
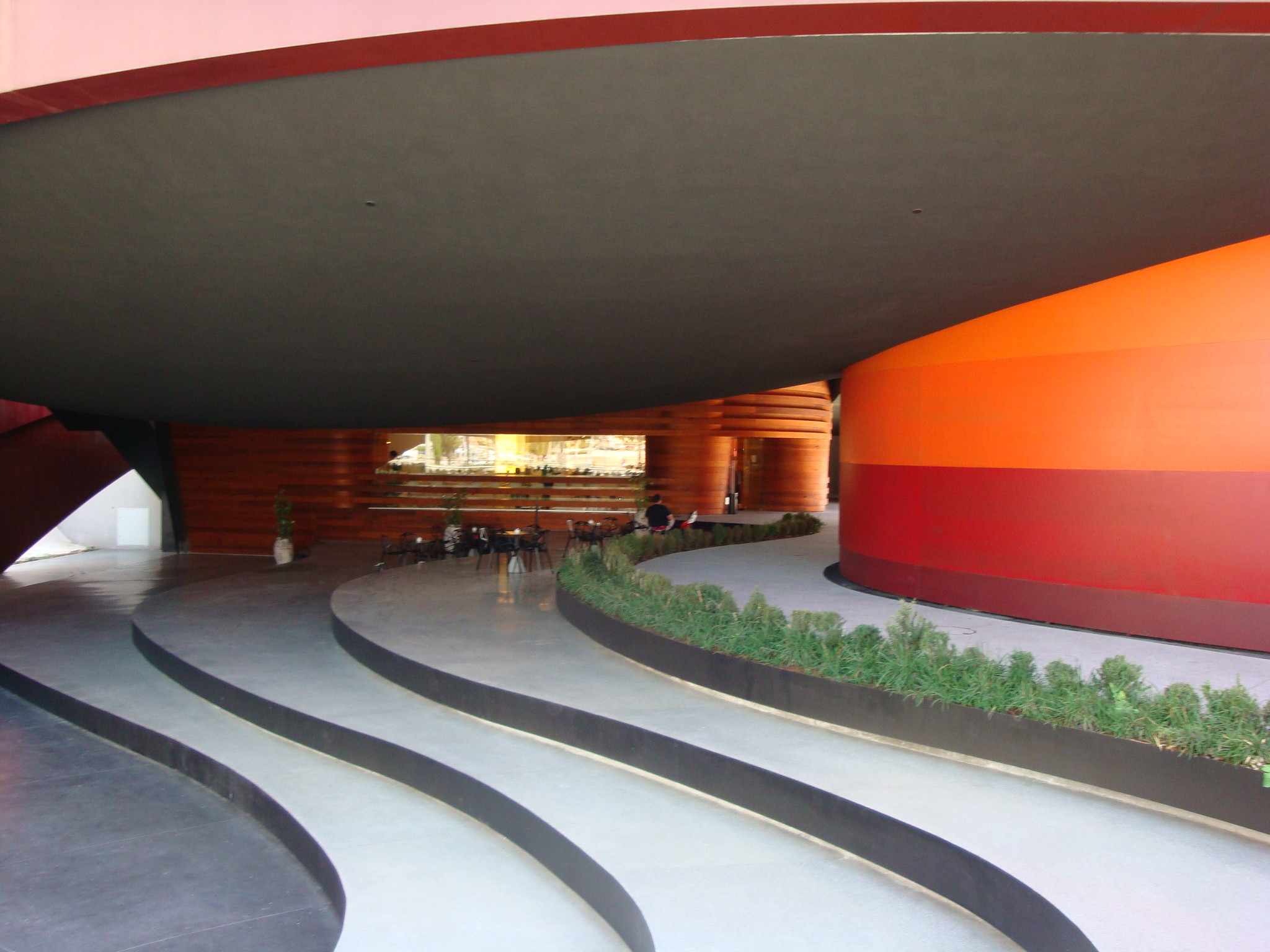
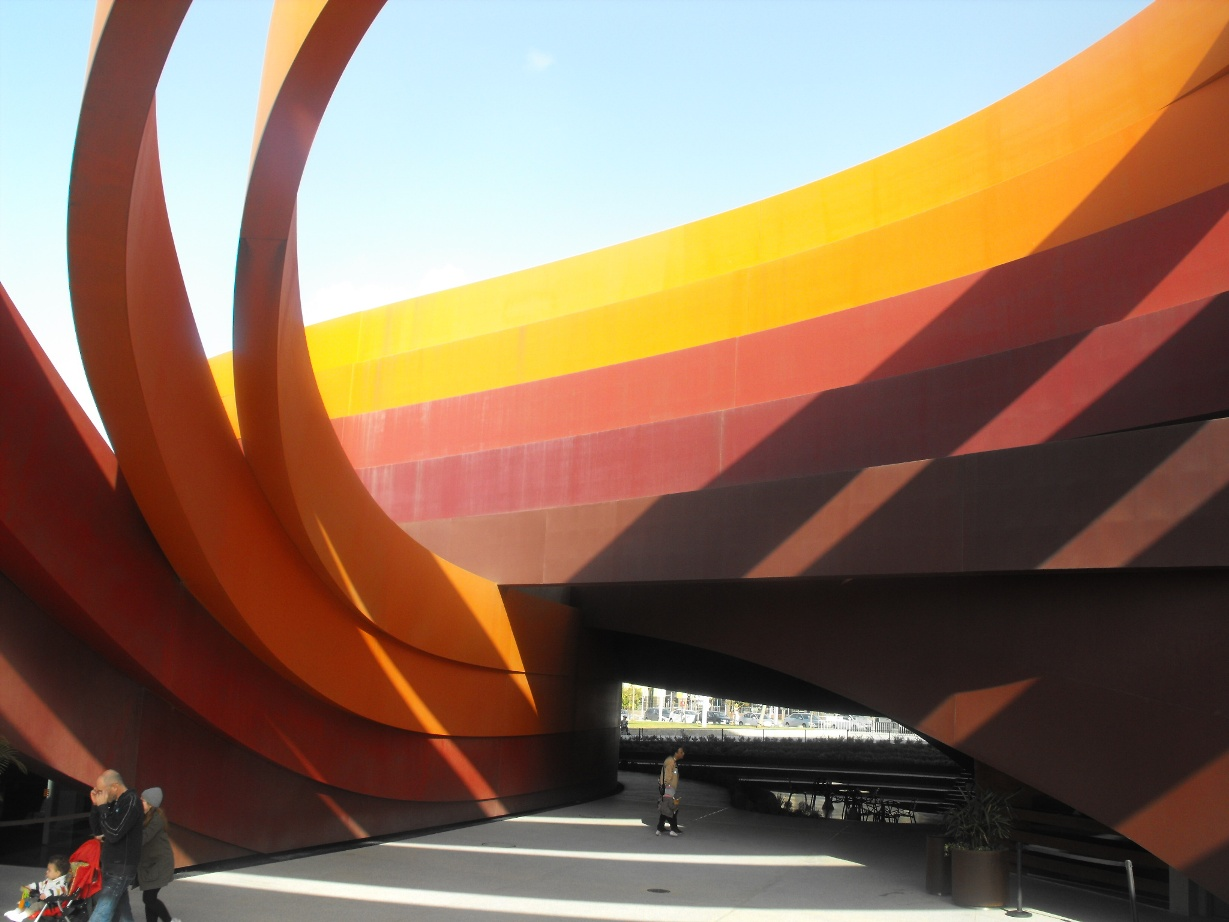
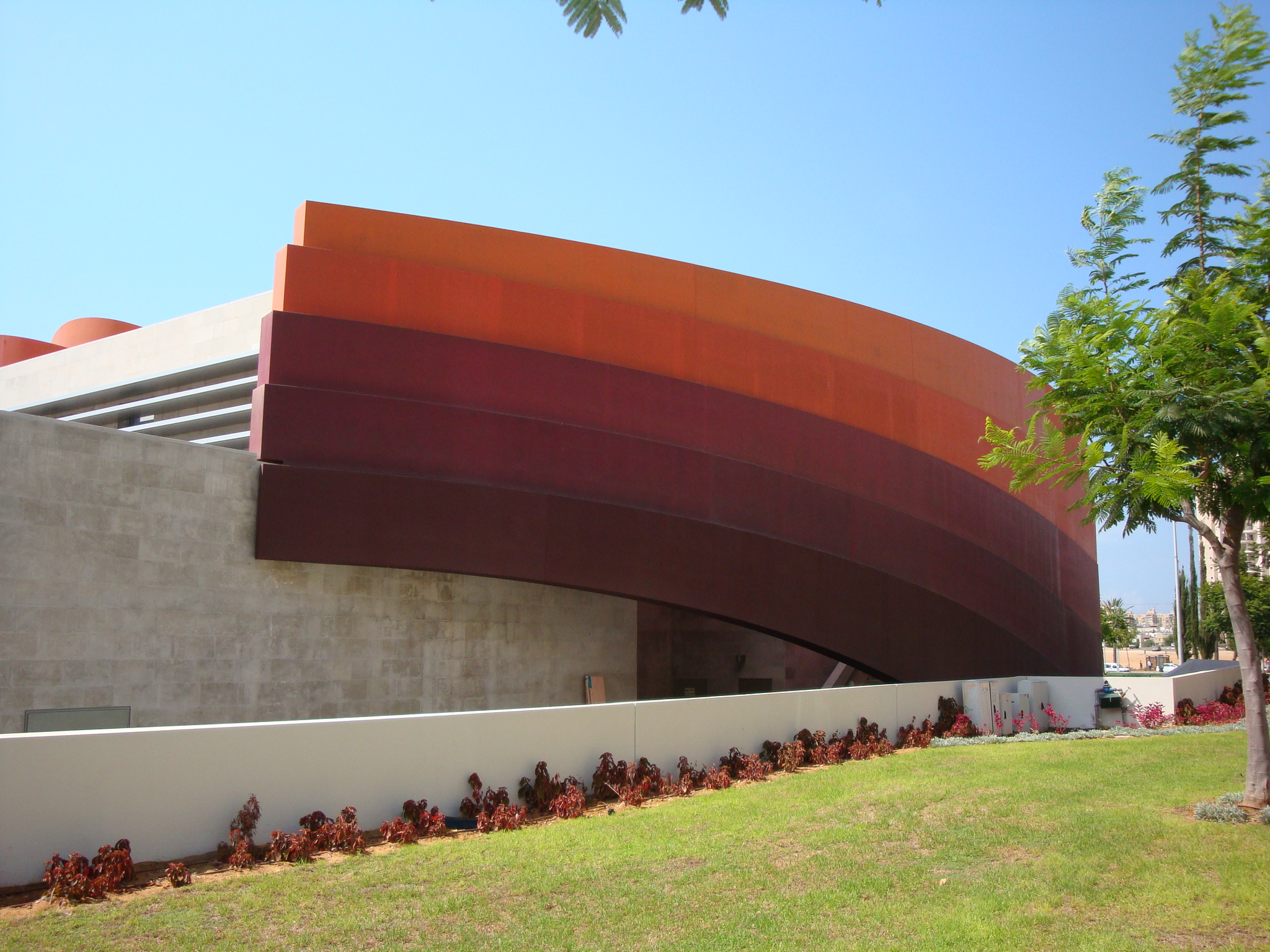
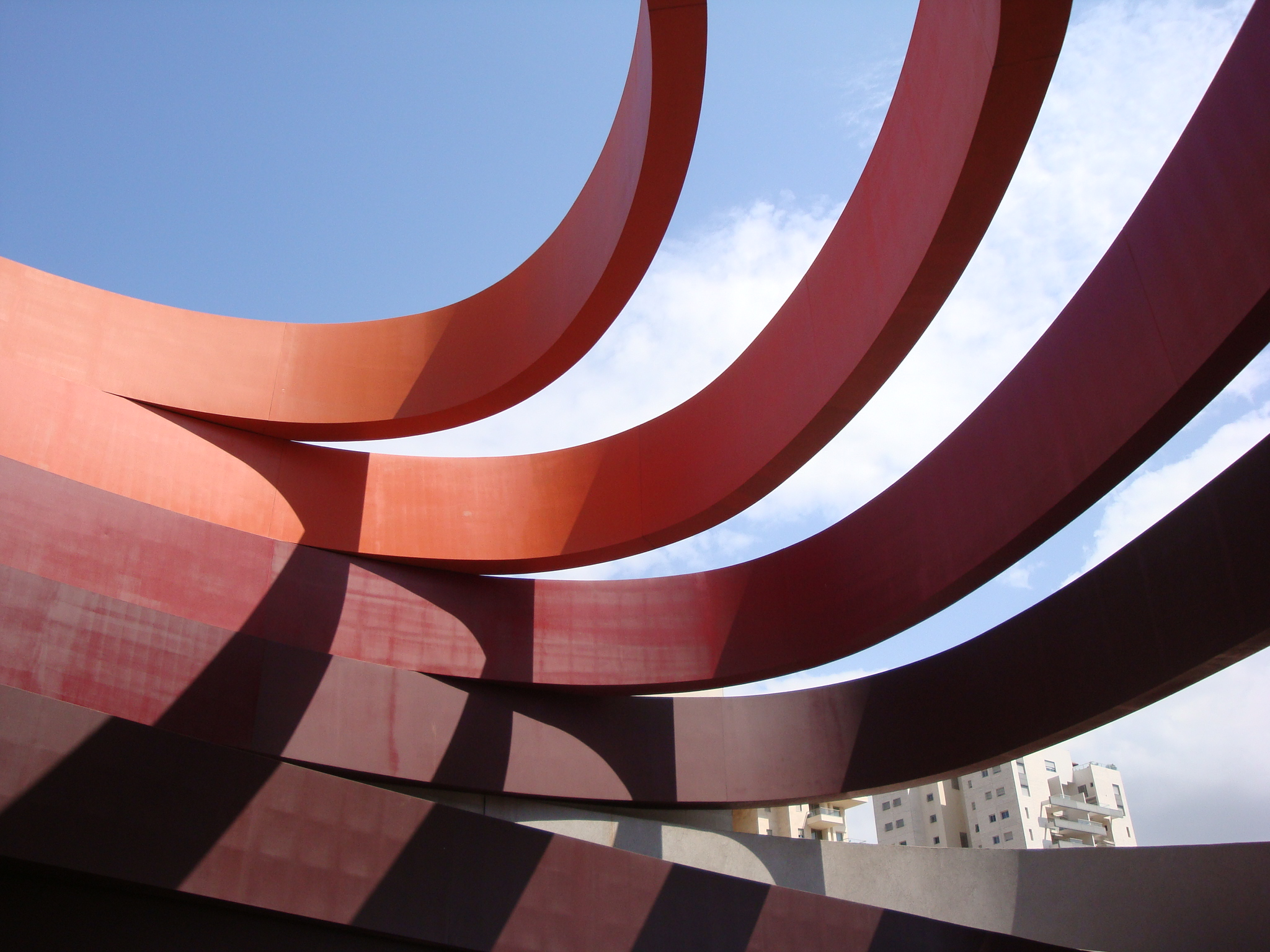
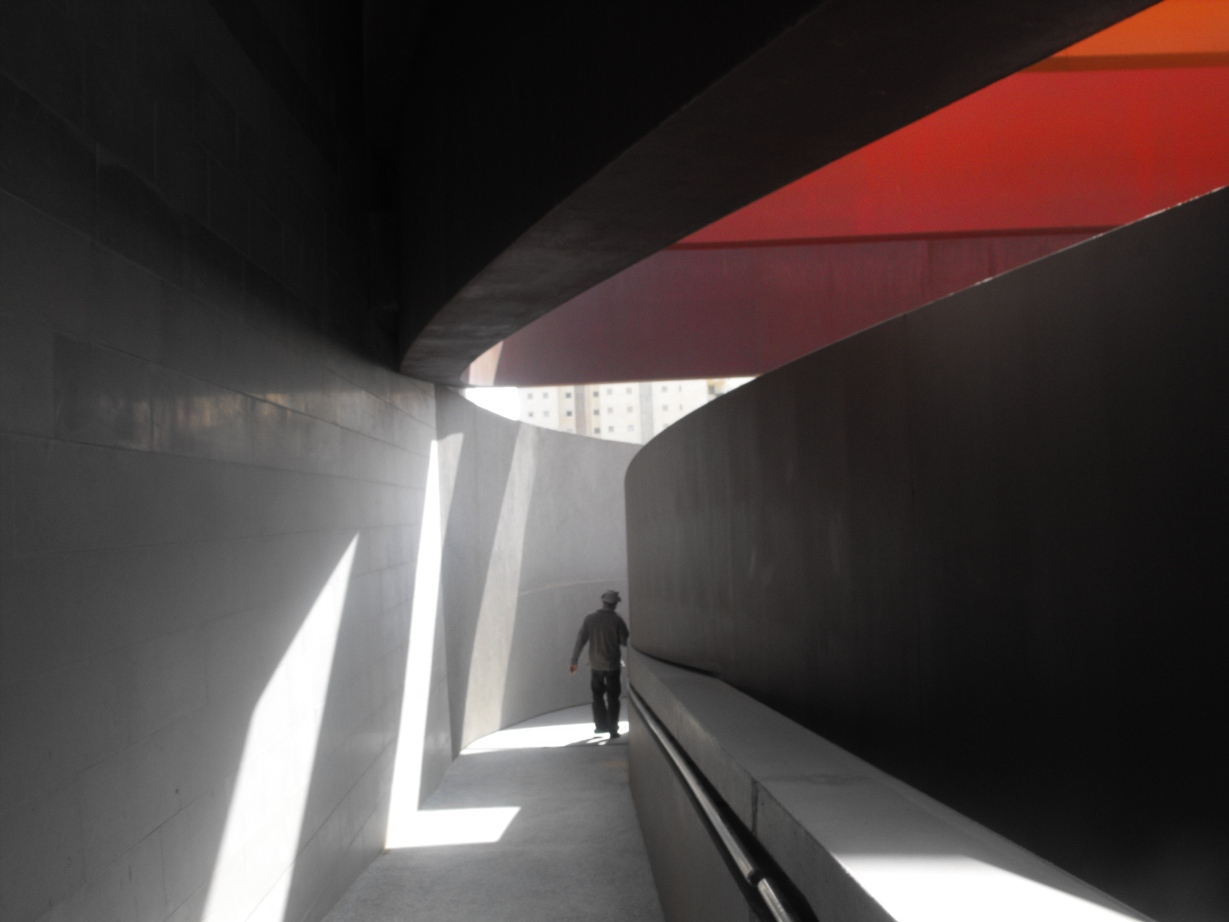